# وليم رالف إنغ
وليم رالف إنغ (بالإنجليزية: William Inge)‏ (و. 1860 – 1954 م) هو قسيس، وكاتب، وعالم عقيدة من المملكة المتحدة، والمملكة المتحدة لبريطانيا العظمى وأيرلندا، توفي عن عمر يناهز 94 عاماً.

## مناصب
تولى منصب Dean of St Paul's ‏
.

## التعليم
تعلم في كلية إيتون، وتعلم في كلية الملك في كامبريدج
.

## روابط خارجية
- وليم رالف إنغ على موقع الموسوعة البريطانية (الإنجليزية)
- وليم رالف إنغ على موقع مونزينجر (الألمانية)